# Ampheres tocantinus
Ampheres tocantinus is een hooiwagen uit de familie Gonyleptidae. De wetenschappelijke naam van Ampheres tocantinus gaat terug op Roewer.